# Mysoreinae
Sous-famille
Les Mysoreinae sont une sous-famille d'opilions laniatores de la famille des Trionyxellidae.

## Distribution
Les espèces de cette sous-famille se rencontrent en Inde et en Thaïlande.

## Liste des genres
Selon World Catalogue of Opiliones (24/06/2021) :
- Attakattius Roewer, 1929
- Mysorea Roewer, 1935
- Typestus Roewer, 1935

## Publication originale
- Roewer, 1935 : « Alte und neue Assamiidae. Weitere Weberknechte VIII (8. Ergänzung der "Weberknechte der Erde" 1923). » Veröffentlichungen aus dem Deutschen Kolonial- und Übersee-Museum in Bremen, vol. 1, no 3, p. 1–168.